# Universidad Autónoma de Asunción (football)
Pour les articles homonymes, voir Universidad Autónoma de Asunción.
L'Universidad Autónoma de Asunción est un club paraguayen de football féminin basé à Asuncion.
Le club représente le Paraguay lors de la Copa Libertadores féminine 2009.

## Palmarès
- Championnat du Paraguay (8)
  - Champion en 1999, 2003, 2004, 2005, 2006, 2008[1], 2009 et 2010
- Copa Libertadores féminine
  - Finaliste en 2009